# John Wilson (matemàtic)
|  | Per a altres significats, vegeu «John Wilson». |

John Wilson   (Applethwaite, 6 d'agost de 1741 - Kendal, 18 d'octubre de 1793) fou un matemàtic i jurista anglès del segle xviii, conegut pel teorema de Wilson.

## Vida
Wilson va estudiar al Peterhouse College de la universitat de Cambridge on es va graduar amb les millors qualificacions en matemàtiques el 1761. Encara estudiant, va ser un dels més ardents defensors d'Edward Waring com a professor lucasià.
Va ser escollit fellow del Peterhouse el 1764.
Fins al 1766 va donar classes a Cambridge, guanyant-se una bona reputació, però a partir d'aquesta any va dedicar-se sobretot a la seva carrera com advocat al Middle Temple, arribant a ser-ne degà. També va exercir com a jutge i va ser nomenat cavaller. Tot i així, no devia deixar del tot la seva activitat científica, com ho demostra el fet que fos nomenat fellow de la Royal Society el 1782.

## Obra
Wilson és recordat pel teorema de Wilson que diu que un nombre natural, {\displaystyle p}, és primer, si i només si {\displaystyle 1+(p-1)!} és divisible per {\displaystyle p}. El teorema, inicialment, va ser enunciat el 1770 per Waring; Wilson va demostrar que era condició suficient. La demostració completa que és condició necessària i suficient es deu a Lagrange el 1773.
Aquest teorema, que aparentment millorava el mètode del sedàs d'Eratòstenes per contrastar si un nombre és o no primer, es va demostrar impracticable, ja que l'expressió {\displaystyle (p-1)!} es fa extremadament tediosa de calcular a mesura que {\displaystyle p} es fa més gran.